# Metoxipropano
Metoxipropano é o éter em que o oxigênio está ligado a um metil e a um propil.